# Zweribach (Naturschutzgebiet)
Zweribach ist ein Naturschutzgebiet und ein Bannwald auf dem Gebiet der baden-württembergischen Gemeinden St. Märgen, St. Peter und Simonswald.

## Kenndaten
Das Naturschutzgebiet wurde mit Verordnung des damaligen Regierungspräsidiums Südbaden vom 2. September 1969 ausgewiesen und hat eine Größe von 95,5 Hektar. Davon liegen rund 45,9 Hektar im Landkreis Breisgau-Hochschwarzwald und rund 49,6 Hektar im Landkreis Emmendingen. Es wird unter der Schutzgebietsnummer 3.077 geführt. Der CDDA-Code für das Naturschutzgebiet lautet 82964  und entspricht der WDPA-ID.
Der etwas kleinere, aber mit dem NSG nahezu deckungsgleiche Bannwald ist 76,1 Hektar groß. Er wurde unter der Schutzgebietsnummer 1000010 mit Verordnung vom 20. Februar 2004 durch die Forstdirektion Freiburg festgesetzt.

## Lage und Beschreibung

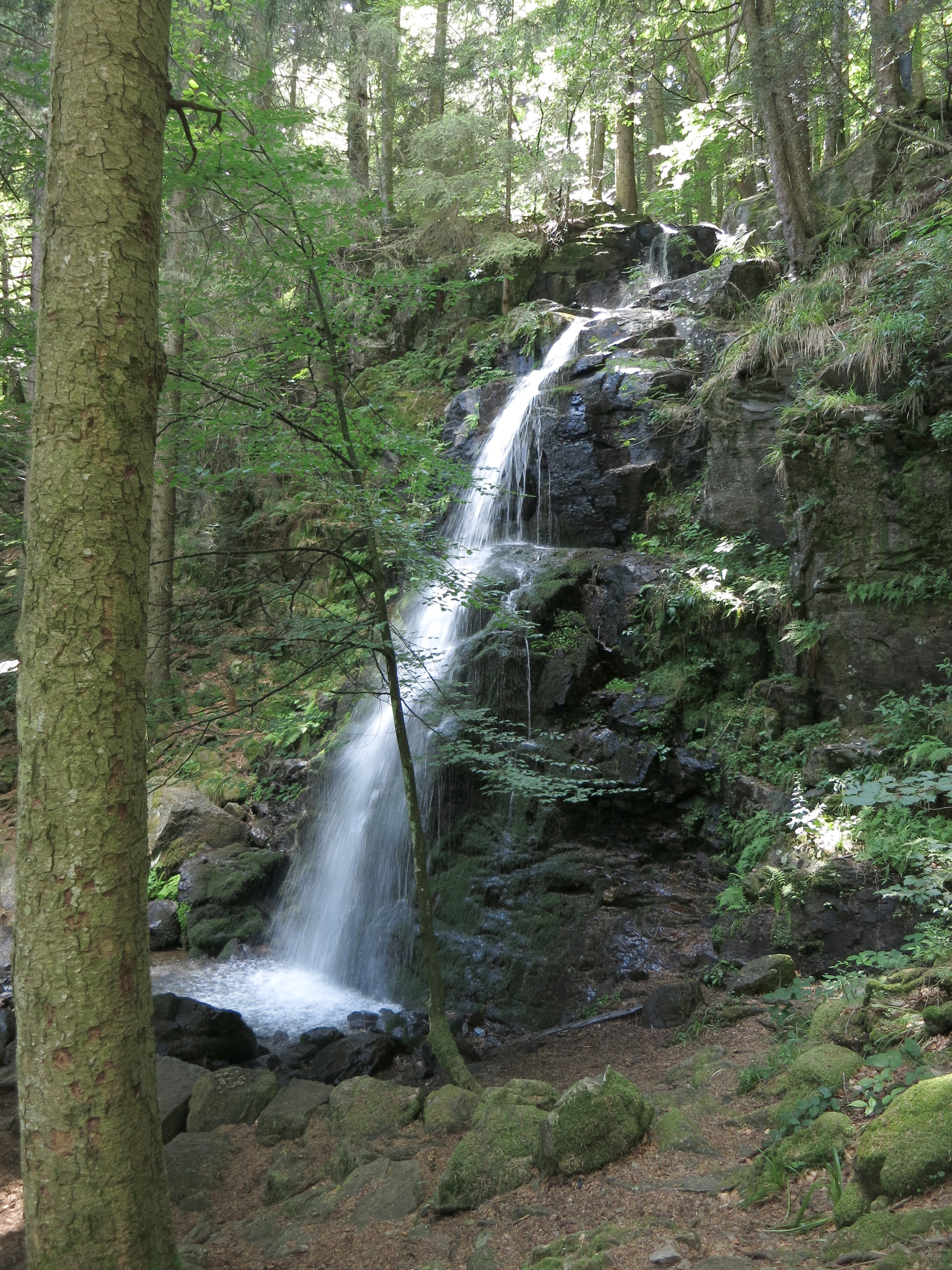
Zweribachwasserfall

Das Schutzgebiet liegt rund 3,5 Kilometer nördlich von St. Märgen. Es handelt sich um eine nach Nordosten geöffnete Karmulde mit Entwässerung zum Wildgutachtal. Der Zweribach und der Hirschbach stürzen in Wasserfällen über die Karwand ins Simonswälder Tal. 
Das Gebiet liegt im Naturraum 154-Südöstlicher Schwarzwald innerhalb der naturräumlichen Haupteinheit 15-Schwarzwald. Es grenzt  an die Landschaftsschutzgebiete Nr. 3.15.031 St. Peter, St. Märgen (im Westen) und  Nr. 3.16.004 Simonswälder Tal (im Osten) und gehört außerdem zum Naturpark Südschwarzwald.

## Schutzzweck
Wesentlicher Schutzzweck ist es, die unbeeinflusste Entwicklung der jeweiligen Waldökosysteme mit ihren Tier- und Pflanzenarten sowie Pilzen zu sichern, sowie die wissenschaftliche Beobachtung der Entwicklung zu gewährleisten. Dies beinhaltet den Schutz der Lebensräume und -gemeinschaften, die sich in den Gebieten befinden, sich im Verlauf der eigendynamischen Entwicklung der Waldbestände innerhalb der Schutzgebiete ändern oder durch die eigendynamische Entwicklung entstehen.